# Ossificació
L'ossificació és el procés que dona lloc a la formació dels ossos. Els processos que engloba són els següents.
- Ossificació primària. És la formació inicial del teixit ossi immadur. Ocorre en l'embrió.

- Ossificació secundària. És la substitució del teixit ossi immadur per teixit ossi madur. Això suposa la reabsorció de l'os immadur i la formació del nou os madur. Té lloc aquest procés una vegada s'ha format el teixit ossi immadur (a partir de la primera trabècula té lloc el començament del procés).

- Remodelació òssia. Substitució de teixit ossi madur per nou teixit ossi madur, implicant el procés de reabsorció de l'antic teixit madur i de creació de nou teixit. Té lloc al llarg de la vida.

## Tipus d'ossificació
- Desmal. És la formació d'os en una placa o membrana de mesènquima condensat. Es formen ossos plans del crani, maxil·lar inferior i clavícula.

- Endocondrial. Formació d'os a partir d'un model de cartílag hialí.